# Olga Kuzenkova
Olga Sergejevna Kuzenkova (rusko Ольга Сергеевна Кузенкова), ruska atletinja, * 4. oktober 1970, Smolensk, Sovjetska zveza. 
Kuzenkova je v svoji karieri nastopila na poletnih olimpijskih igrah v letih 2000 v Sydneyju in 2004 v Atenah v metu kladiva. Leta 2004 je osvojila naslov olimpijske prvakinje, leta 2000 pa podprvakinje. Na svetovnih prvenstvih je osvojila naslov svetovne prvakinje leta 2005 ter podprvakinje v letih 1999, 2001 in 2003, na evropskih prvenstvih pa naslov evropske prvakinje leta 2002 in podprvakinje leta 1998. Šestkrat je postavila nov svetovni rekord v metu kladiva, tudi prvega priznanega 23. februarja 1994 s 66,84s in prvega prek 70 m 22. junija 1997 s 71,22 m. Leta 2013 ji je bil odvzet naslov prvaka iz leta 2005 zaradi dopinga, kaznovana je bila tudi z dvoletno prepovedjo nastopanja.